# Adam Johnson (ishockeyspiller)
 For alternative betydninger, se Adam Johnson. (Se også artikler, som begynder med Adam Johnson)
Adam Robert Johnson (født 22. juni 1994, død 28. oktober 2023) var en amerikansk professionel ishockeyspiller. Han spillede på holdene Pittsburgh Penguins, Malmö Redhawks, Augsburger Panther og Nottingham Panthers. Johnson døde i 2023 efter en kollision på isen, der resulterede i et snit på halsen fra en skøjte.

## Opvækst
Johnson blev født 22. juni 1994 i Grand Rapids, Minnesota som søn af Susan og Davey Johnson.

## Død
Johnson spillede for Nottingham Panthers og blev alvorligt såret i en kollision med Sheffield Steelers’ Matt Petgrave, hvor Johnsons hals blev skåret af Petgraves skøjte. Efter sammenstødet rejste Johnson sig og prøvede at skøjte af banen, men endte med at kollapse på isen på grund af den kraftige blødning fra halsen. Spillere på begge hold dannede ring omkring Johnson, mens han fik lægebehandling. Johnson blev til sidst transporteret til Sheffield's Northern General Hospital, hvor han blev erklæret død, kun 29 år gammel. Nyheden om dødsfaldet blev hemmeligholdt for offentligheden indtil morgenen efter, så Johnsons pårørende havde fået besked.